# Kirche Kaimberg

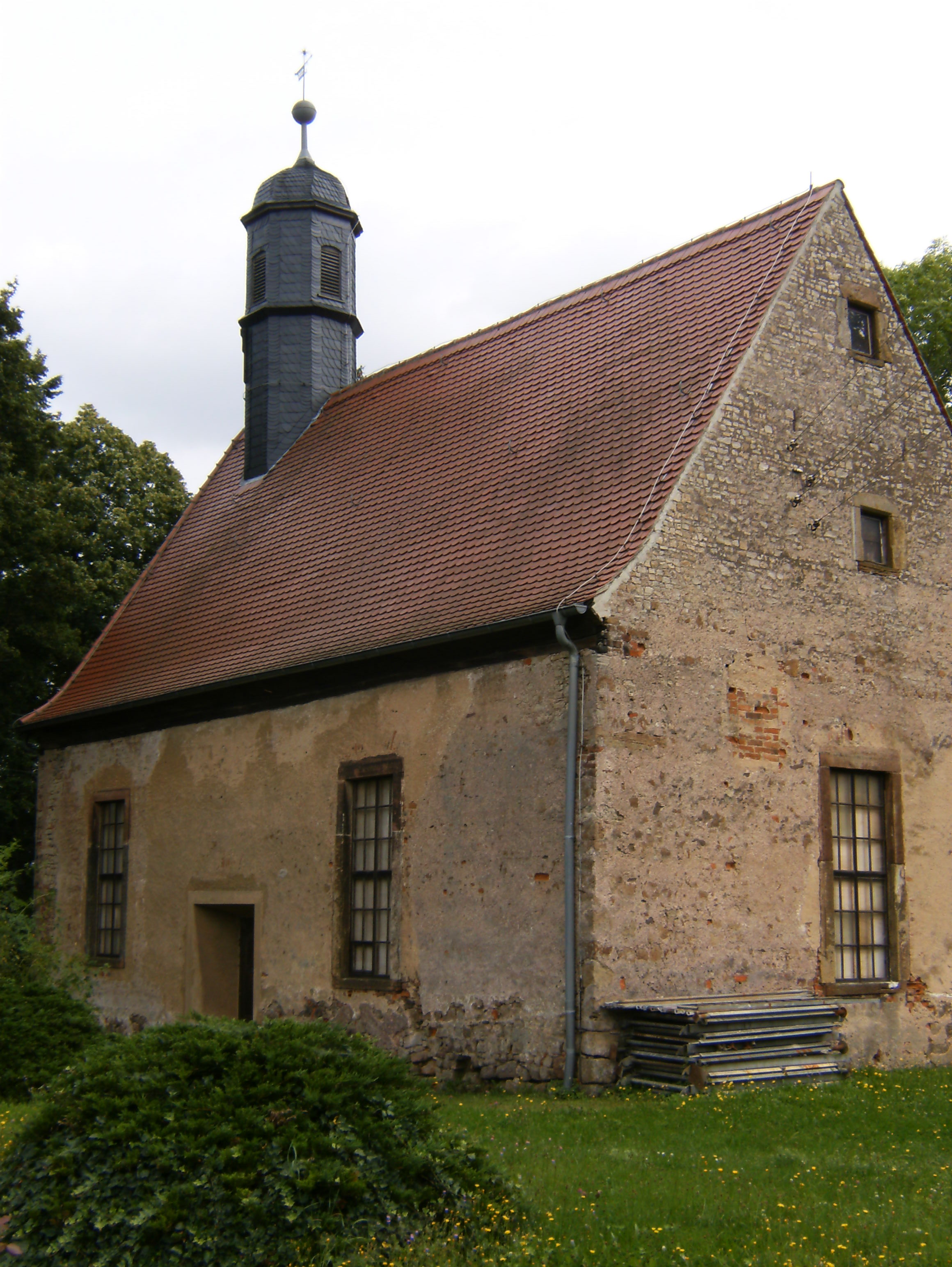
Kirche Kaimberg

Die evangelisch-lutherische Kirche Kaimberg steht in Kaimberg, einem Stadtteil der kreisfreien Stadt Gera in Thüringen. Der Gemeindeteil Kaimberg der Kirchengemeinde Hilbersdorf gehört zur Pfarrei Wünschendorf-Endschütz im Kirchenkreis Gera der Evangelischen Kirche in Mitteldeutschland. 1992 findet der letzte Gottesdienst in der Kirche statt.

## Beschreibung
1238 ließ Jutta, die Gemahlin Heinrichs IV., Vogt von Weida, am Standort der heutigen Kirche eine Kapelle für das Rittergut Kaimberg bauen. Die im Kern spätgotische Saalkirche hat einen polygonalen Abschluss im Osten. Das Satteldach krönt ein kleiner achteckiger Dachreiter, in dem sich der Glockenstuhl befindet. Bekrönt wird er mit einer barocken Haube. 1753 wurde der mit einer Flachdecke versehene Innenraum durch den Patronatsherrn im Baustil des Rokoko umgebaut und die Kirchenausstattung erneuert. Im Süden wurde eine Patronatsloge gebaut. Unter der Patronatsloge liegt die Gruft der Familie derer von Ziegenhird. Das Kirchenschiff bekam rechteckige Fenster und Portale. Ein schwebender, die Jakobsmuschel als Taufschale tragender Taufengel bestimmt das Raumzentrum. Der Kanzelaltar weist seitliche Durchgänge unter einem barocken Baldachin auf. An der Predella befindet sich ein Rocaillesockel. Die Kanzel und der Altar befinden sich zwischen Säulen und Pilastern und werden bekrönt durch ein Gesims und einem Giebel. Die Emporen im Langhaus wurden erst im 19. Jahrhundert eingebaut. In der Kirche befindet sich ein Epitaph von 1753.
Die Orgel mit 8 Registern, verteilt auf zwei Manuale und Pedal, wurde 1882 von Richard Kreutzbach gebaut.